# Parachalciope ditrigona
Parachalciope ditrigona är en fjärilsart som beskrevs av George Francis Hampson 1910. Parachalciope ditrigona ingår i släktet Parachalciope och familjen nattflyn. Inga underarter finns listade i Catalogue of Life.